# Притајено зло: Истребљење
Притајено зло: Истребљење (енгл. Resident Evil: Extinction) акциони је хорор филм из 2007. године, у режији Расела Малкахија, по сценарију Пола В. С. Андерсона. Наставак филма Притајено зло: Апокалипса (2004), трећи је део филмске серије Притајено зло, по истоименој серији Resident Evilвидео-игара. Прати хероину Алис, поред групе преживелих из Ракун Ситија, док путују преко пустиње Мохаве ка Аљаској како би побегли од зомби-апокалипсе.
У новембру 2005. Screen Gems је стекао права за трећу део франшизе, који је тада носио поднаслов Истребљење. Андерсон се вратио као сценариста, а снимање је одржано у Мексику са Макалхијем као редитељем.
Премијерно је приказан 20. септембра 2007. у Русији. Зарадио је 147 милиона долара у односу на буџет од 45 милиона долара. Прати га филм Притајено зло: Живот после смрти (2010).

## Радња
Клонирана Алис се буди у вили, лута њеним ходницима и принуђена је да избегне неколико безбедносних замки, приказујући неке догађаје из првог филма. Током свог бекства, Алис користи нове телекинетичке моћи, убијајући чувара. Међутим, убија је гранична мина скривена у поду. Њено тело је бачено у јаму испуњену десетинама других клонова Алис, који представљају неуспешне резултате актуелног пројекта Алис који спроводи Umbrella Corporation.
Након што је Umbrella покушала да прикрије контаминацију Ракун Ситија, Т-вирус се проширио светом, уништавајући не само људску популацију, већ и целокупно глобално окружење за само пет година. Права Алис лута пустињом која је некада била југозападни део САД, а након што се изборила са породицом пљачкаша, проналази бележницу у којој открива информације које се односе на незаражено подручје на Аљасци. Алис схвата да је и она, као и њени клонови, развила телекинезу.
За то време, конвој преживелих који предводи Клер Редфилд са преживелима из Ракун Ситија, Карлосом Оливером и Л. Џ. Вејдом путује широм земље у потрази за залихама и сигурном луком. Док је претраживао мотел, Л. Џ. је ујео зомби. У страху од тешке судбине која га чека, он одлучује да не каже осталим преживелима о повреди. Следећег јутра, конвој је напао убитачно јато заражених врана. Пошто је тим скоро уништен, Алис се појављује и убија преостале вране својом новооткривеном телекинезом, док затим пада у несвест. Пробудивши се убрзо након тога, Алис се упознаје са Клер и говори јој о бележници, убеђујући је да одвезе конвој на Аљаску.
Ајзаксови покушаји да припитоми заражене људе доводе до стварања нове расе зомбија. Вескеров официр за обезбеђење, капетан Александер Слејтер, извештава о Ајзаксовом непоштовању прописа корпорације Umbrella. Вескер даје задатак Слејтеру да посматра Ајзакса, говорећи му да га убије ако поново не послуша наређења. Пратећи енергетски образац који шаље Алисина телекинеза, Umbrella је проналази. Очајнички желећи да поврати Алис ради постизања својих циљева, др Ајзакс шаље своје нове зомбије да нападну конвој, противно Вескеровин наређењима. Током напада, већина конвоја је убијена, а Л. Џ. подлеже инфекцији, уједајући Карлоса. Umbrella покушава даљински да искључи Алис, али се она ослобађа од програма и наставља да се бори. Проналази Ајзакса на месту догађаја, а он угризен бежи хеликоптером. Алис и Кеј-Март користе Ајзаксов рачунар како би пратили путању хеликоптера, доводећи их до подземног објекта корпорације Umbrella.
Унутар објекта, Алис среће холограф „сестре” Црвене Краљице, под називом Бела Краљица. Она говори Алис да њена крв може да излечи Т-вирус, брани претходне поступке Црвене Краљице и открива шта се догодило др Ајзаксу. На путу до нижих спратова лабораторије, Алис наилази на једног од својих клонова, који се буди, али наизлед умире од шока. Алис проналази Ајзакса/Тиранина, победивши га након што га је одвела до реплике ласера Кошнице приказаног на почетку филма. Док Алис чека иста судбина, систем је деактивирао клон, који је још увек жив.
Касније у Токију, Вескер обавештава своје колеге, руководиоце корпорације Umbrella да је објекат у Северној Америци изгубљен. Алис се појављује током састанка, изјављујући да она и њени „пријатељи” (остали клонови) долазе по њега.

## Улоге
| Глумац         | Улога                |
| -------------- | -------------------- |
| Мила Јововић   | Алис                 |
| Али Лартер     | Клер Редфилд         |
| Одед Фер       | Карлос Оливера       |
| Ијан Глен      | др Александер Ајзакс |
| Ашанти         | Бети                 |
| Мајк Епс       | Л. Џ. Вејд           |
| Спенсер Лок    | Кеј-Март             |
| Џејсон О’Мара  | Алберт Вескер        |
| Кристофер Иган | Мики                 |
| Мадлин Керол   | Бела Краљица         |
| Метју Марсден  | Алекс Слејтер        |
| Линден Ашби    | Чејс                 |
| Џо Херсли      | Ото                  |